# San Juan del Río (Durango)
San Juan del Río é uma cidade do estado de Durango, no México. Essa cidade é terra natal do famoso Pancho Villa, um dos mais conhecidos generais e comandantes da Revolução Mexicana.

## Toponímia
O nome de San Juan é devido aos espanhóis que chegaram a este vale no dia 24 de junho, dia do santo; o del Río, em honra a Rodrigo del Río de Loza, um dos conquistadores que acompanhavam Francisco de Ibarra em sua chegada a estas terras.

## Escudo
O escudo do município de San Juan del Río é o mesmo do município de Victoria de Durango, utilizado como símbolo de identidade tanto para os habitantes da comunidade do município, como para entidades da Administração Pública Municipal.
Possui os seguintes elementos; uma árvore de carvalho, com folhagem abundante em verde brilhante; dois lobos correndo no ar, em fundo azul; dois ramos de palmeira numa forma de coroa verde de ambos os lados do escudo, que são ligados por suas hastes com um laço vermelho na parte inferior.
Tudo isso emoldurado em um quadro de bronze castanho; na parte superior do escudo aparece a coroa real de cor amarelo ouro com pedras azuis em seus arcos verticais, e pedras em formas de diamante em sua base, estas se encontram incrustadas e alternam, em vermelho eazul, no interior da cora se encontra um forro vermelho vivo; finalmente na parte alta da coroa diamante coberto com uma esfera que representa o globo terrestre finalizado por uma cruz latina.

## História
San Juan del Río o San Juan Bautista del Río, é o nome do município ligado a fundação da cidade de Victoria de Durango, assim como a conquista e colnização de outras populações e entidades.
Do vale de San Juan partiu Francisco de Ibarra para fundar a vila que serviria como capital da província da Nova Vizcaya, conhecida como após Guadiana ou estado de Durango em julho de 1563.  Ibarra se preparou no vale mencionando para a expedição do lugar denominado Topia, e de dali partiu no final daquele ano, sujeitando aos povos acaxees e fundando uma missão chave as para posteriores conquistas.
Continuou indo em direção dos estados de Sinaloa, Sonora e Chihuahua, para regressar pela costa de Chiametla. Em San Juan deu instruções ao então capitão e governador Rodrigo del Río, para a oficialização de Santa Bárbara e San Bartolomé, em Chihuahua, e de Indé no estado de Durango.
Anos mais tarde, foi construído em San Juan del Río um convento de franciscanos, no final do século XVI, para cristianizar os povos zacatecos que ali viviam. Deste convento saiu o frade Lorenzo Gavira para fundar a cidade de Saltillo em 1582, levantando a igreja de San Esteban nesse lugar, para só então se dirigir a Topia pelas levantes dos índios. Em Topia restabeleceu a missão em 1591 e pelos levantes dos acaxees regressou a San Juan para passar sus últimos anos. Era natural que tão intensa atividade juntasse grossos núcleos da população, e que se desenvolvesse um forte movimento econômico na região, que veio a impactar na província, na maneira de contribuções e impostos.
Em 1592, os frades franciscanos Pedro Heredia, Juan Terrones, Francisco Santos e Diego Granados construíram em San Juan del Río o convento que foi transferido de Peñón Blanco. Foi nesse ano quando aconteceu a fundação oficial do povoado.
Os atuais municípios de Coneto de Comonfort, Rodeo, Peñón Blanco e Pánuco de Coronado, se consolidaram em torno de San Juan del Río. Por sua parte, as organizações religiosas reciberam o apoio econômico da prefeitura, particularmente os jesuitas, que reciberam grandes quantidades de dinheiro para suas igrejas e colégios.
Durante esta época, a fundação da Fazenda de Menores se destacou, considerada como o celeiro da região que abastecia de grãos e carne aos mineradores de Coneto de Comonfort.
Em 1824 se constitui região de San Juan del Río, compreendendo esta municipalidade as de Rodeo, Coneto de Comonfort e Pánuco de Coronado que acoplados a de Peñón Blanco, já estavam consolidadas em torno do município de San Juan del Río desde a época da colonização.
Durante o período do "Porfiriato" destacaram as fazendas dos Menores da família Natera, Ciénega de Basoco, da família Manzanera no bairro hoje conhecido como La Haciendita. Com a eclosão do movimento revolucionário de 1910, a região antes mencionada se desintegrou; a grande maioria das famílias sanjuaneras fugiram da região; e isso juntamente com os ataques, foram diminuindo o número de habitantes, o que provocou a decadência comercial e produtiva.
A região se desintegrou durante a Revolução Mexicana, os combates e assaltos somente com as intervenções governamentais e a reativação de suas atividades agrícolas nas três últimas décadas, conseguiu devolver o brilho a este importante centro de mineração.

## Geografia
O município de San Juan del Río se localiza na parte central do estado de Durango. Se limita ao norte com o município de Rodeo; ao sul com Canatlán e Pánuco de Coronado; a leste com Peñón Blanco e a oeste com Coneto de Comonfort e Canatlán. A cabeceira municipal se localiza com as coordenadas 24º 46' de latitude norte e 104º 28' de longitude oeste, a uma altura de 1,700 metros sobre o nível do mar; e a 80 km². ao norte da capital del estado. A superfície do município é de 1,279 km², que corresponde a 1.06% do território.

### Topografia
O território do município está limitado pela Sierra de Gamón que se levanta a leste, e que o separa do município de Peñón Blanco e também está limitado pela Sierra de Coneto a oeste; também o Río de San Juan da origem aos desfiladeiros rochosos denominados La Catedral, pea silhueta de seus picos que aparentam as agujas dos templos góticos, e cuja altura é de mais de 100 metros; é digno de mencionar as falésias majestosas que recortam várias colinas, lembrando antigos castelos feudais pelo que se conhece com o nome de Castillo de Menores.

### Hidrografia
O município conta com o vale fluvial do rio de San Juan que desliza pelo centro, em meio de extensas planícies e de algumas colinas íngremes; este rio conta com dois afluentes: San Lucas que sai da Sierra de Coneto e Potreros que vem da Sierra de Gamón. No ano de 1981 foi perfurado um poço em Sauz de Abajo, no que as águas termais brotam dia e noite pois não é possível controlar sua saída.

### Clima
O município tem uma temperatura ligeiramente quente mas também é muito agradável, a temperatura média anual é de aproximadamente 18 °C, indo de extremos com máxima e mínima é de 39 a 2 °C, respectivamente. Assim mesmo conta com uma precipitação pluvial anual de 550.5 milímetros e 17 geadas por ano; os ventos dominantes são de noroeste a sudeste, com um regime constante de chuvas nos meses de junho a agosto, apresentando as primeiras geadas em outubro e a última em abril.
| Dados climatológicos para San Juan del Río        | Dados climatológicos para San Juan del Río | Dados climatológicos para San Juan del Río | Dados climatológicos para San Juan del Río | Dados climatológicos para San Juan del Río | Dados climatológicos para San Juan del Río | Dados climatológicos para San Juan del Río | Dados climatológicos para San Juan del Río | Dados climatológicos para San Juan del Río | Dados climatológicos para San Juan del Río | Dados climatológicos para San Juan del Río | Dados climatológicos para San Juan del Río | Dados climatológicos para San Juan del Río | Dados climatológicos para San Juan del Río |
| Mês                                               | Jan                                        | Fev                                        | Mar                                        | Abr                                        | Mai                                        | Jun                                        | Jul                                        | Ago                                        | Set                                        | Out                                        | Nov                                        | Dez                                        | Ano                                        |
| ------------------------------------------------- | ------------------------------------------ | ------------------------------------------ | ------------------------------------------ | ------------------------------------------ | ------------------------------------------ | ------------------------------------------ | ------------------------------------------ | ------------------------------------------ | ------------------------------------------ | ------------------------------------------ | ------------------------------------------ | ------------------------------------------ | ------------------------------------------ |
| Temperatura máxima recorde (°C)                   | 34                                         | 31                                         | 34                                         | 38                                         | 40                                         | 41                                         | 42                                         | 42                                         | 45                                         | 37                                         | 32                                         | 28                                         | 39                                         |
| Temperatura máxima média (°C)                     | 28                                         | 25                                         | 29                                         | 34                                         | 36                                         | 37                                         | 40                                         | 41                                         | 41                                         | 30                                         | 28                                         | 23                                         | 33                                         |
| Temperatura mínima média (°C)                     | 1                                          | 2                                          | 4                                          | 8                                          | 5                                          | 13                                         | 13                                         | 10                                         | 10                                         | 6                                          | 3                                          | 1                                          | 9                                          |
| Temperatura mínima recorde (°C)                   | −7                                         | −4                                         | −3                                         | 0                                          | 0                                          | 8                                          | 9                                          | 7                                          | 3                                          | 2                                          | −5                                         | −8                                         | 2                                          |
| Precipitação (mm)                                 | 99                                         | 14                                         | 9                                          | 46                                         | 86                                         | 243                                        | 263                                        | 280                                        | 208                                        | 134                                        | 72                                         | 51                                         | 550                                        |
| Fonte: Servicio Meteorológico Nacional 16/04/2010 |                                            |                                            |                                            |                                            |                                            |                                            |                                            |                                            |                                            |                                            |                                            |                                            |                                            |

## Principais Ecosistemas
Por estar encravado na zona dos vales e contar com a presença de recursos hídricos se pode encontrar: sabino, álamo, fresno e sáuz.
Em algumas partes com características de semi-deserto são comuns de algaroba, cactos, acácias. Próximo ao desfiladeiro Catedral, se encontram laranjas, figos, bananas, abóboras e abacates. No que se refere a fauna não é muito variada, mas se pode encontrar lebres, coelhos e coiotes.

### Recursos Naturais
Sua elevação sobre o nível do mar no leito do rio é de 1.800 metros, a sua entrada no município é de 1.500 metros na sua saída, alturas que tem uma temperatura ligeiramente quente e muito favorável para a vida humana e para o desenvolvimento dos vegetais; o leito do rio de San Juan está cercado de grandes áreas árborizadas, entre os que são mais comuns estão as árvores de nozes, que dão uma nota de beleza a estes lugares.
Ao sair do município o rio penetra a um desfiladeiros que aparece como uma fenda muito estreita nas montanhas, na que os muros laterais se levantam verticais a mais de 100 metros de altura, coroados por picos e as águas que imitam o catedrais góticas, por isso esse local é conhecido como Catedral.
Este corte que fez com que o curso do rio mudasse durante os séculos para se abrir e poder seguir seu caminho até o município de Nazas, é um dos fenômenos geológicos mais notáveis no estado.

### Características do Solo
Por ocupar este município uma parte da zona central dos vales, seu solo pode se considerar, como de formações quaternária, devido às suas planícies aluviais e grandes campos de lava basáltica. A composição do solo corresponde ao do tipo que pode apresentar quase qualquer tipo de vegetação em condições naturais, seu uso é variado segundo o clima, relevo e disponibilidade de água. A principal forma de posse da terra é a eleita, seguida pela privada e 2.23 km² são de uso urbano.

## Demografia
Segundo o Censo da População e Habitação 1995 efetuado pelo INEGI. A população total do município superava 14.212 habitantes, dos quais 7.273 correspondem ao sexo masculino 6,939 ao sexo feminino. De 1990 a 1995 apresentava uma taxa de crescimento negativa a -0.23%.
A maior concentração da população se encontra nas localidades de San Juan del Río, berço de Centauro del Norte (3,000 habitantes) e San Lucas de Ocampo (1,900 habitantes). A densidade de população em 1995 era de 10.96 habitantes por kilómetro quadrado.
A imigração é um fenômeno comum neste município, As pessoas jovens imigram para os Estados Unidos, principalmente para os estados do Texas e California, por isso é comum encontrar localidades onde a maioria de seus habitantes são pessoas de idade avançada.
De acordo com os resultados que apresenta o II Censo de População e Habitação de 2005, o município contava com um total de 10,634 habitantes.

### Grupos Étnicos
O município, embora em 1995 de acordo com o Censo do INEGI, registro 5 pessoas de 5 anos de idade ou mais que falam alguma língua indígena.
De acordo com os resultados que apresento o II Censo de População e Habitação de 2005, no município habitavam um total de 17 pessoas que falavam alguma língua indígena.

### Religião
A religião predominante no município é a religião Católica, seguida em menor escala por Protestantes e Testemunhas de Jeová.

## Econômia

### Agricultura
A agricultura é o setor de grande importância para o município, se destacam as produções de aveia, pimentão, milho e cebola.

### Pecuária
Na região se cria principalmente, bovinos, suínos, ovinos, equinos e caprinos.

### Mineração
Nesse setor se exploram depósitos de prata, chumbo e zinco.

### Indústria
A indústria no município é escassa, se trabalha na fabricação de móveis carpintaria e selaria. No dia 29 de maio de 1997, este município foi favorecido com a criação de novos empregos ao abrir uma fabrica maquiladora, setor típico no México.

### Turismo
O município conta com o museu da ex-fazenda da Coyotada, lugar onde nasceu Pancho Villa.

### Comércio
Existem estabelecimentos orientados para a satisfação dos habitantes da própria comunidade.

### Serviços
Se conta com dois estabelecimentos hoteleiros com 17 habitações para os visitantes.]]